# Тармаев, Юрий Игнатьевич
Юрий Игнатьевич Тармаев (род. 18 февраля 1953, Бичура, Бурятия)— российский политик, депутат Государственной Думы Федерального Собрания Российской Федерации 6-го созыва.

## Биография
Депутат Народного Хурала Бурятии IV и V созывов.

### Депутат госдумы
С уходом Вячеслава Мархаева в Совфед, освободилось кресло в Госдуме. А поскольку он был избран в нижнюю палату российского парламента по партийному списку КПРФ, то мандат переходит следующему по списку из числа тех, кто ранее не отказался от депутатского места.
Вообще, вторым в списке значился бывший руководитель племзавода «Боргойский» Пётр Зайцев. Но он в 2013 году ушёл из жизни. Следующим в заветном перечне был глава Кабанска Дмитрий Швецов. Однако Швецов был в конфликте с коммунистами и покинул их ряды.
Поэтому 28 октября 2015 года Тамраев получил мандат депутата Государственной Думы РФ от партии КПРФ.